# Cattedrale della Santissima Trinità (Žilina)
La cattedrale della Trinità (in slovacco Katedrála Najsvätejšej Trojice o colloquialmente Farský kostol, chiesa parrocchiale) è una chiesa cattolica di Žilina, in Slovacchia, e uno dei monumenti più significativi della città insieme alla torre di Burian.

## Storia
La chiesa è stata edificata intorno al 1400 e venne originariamente consacrata a Maria, ma nel XVI secolo fu riconsacrata come chiesa della Santissima Trinità. Nel 1762 è stata aggiunta la cappella in memoria di Giovanni Nepomuceno. La chiesa ha subito tre incendi, rispettivamente nel 1678, 1848 e nel 1886. Le tre navate della chiesa erano in origine in stile gotico, ma dopo la ricostruzione si optò per lo stile rinascimentale. L'ultima ricostruzione della chiesa è avvenuta nel 1942.
La pala d'altare principale dell'altare maggiore raffigura la Santissima Trinità, negli altari laterali sono raffigurati l'Immacolata Concezione e il Crocifisso, mentre vicino all'entrata è posta un'immagine di sant'Anna. In prossimità della chiesa si erge separata la Torre Burian, costruita nella prima metà del XVI secolo.
Dal febbraio del 2008 la chiesa è la cattedrale della diocesi di Žilina.